# Ja'el Dajanová
Ja'el Dajanová (hebrejsky יעל דיין‎; * 12. února 1939 Nahalal, Mandátní Palestina – 18. května 2024 Tel Aviv, Izrael) byla izraelská politička a spisovatelka. V letech 1992 až 2003 byla poslankyní izraelského parlamentu a k roku 2010 byla členkou telavivské městské rady. Byla dcerou Moše Dajana a sestrou Asafa Dajana.

## Biografie
Narodila se v mošavu Nahalal za dob britské mandátní Palestiny, jako dcera Moše Dajana a vnučka Šmu'ela Dajana. Po službě v Izraelských obranných silách, kde dosáhla hodnosti poručíka v jednotce armádního mluvčího, studovala mezinárodní vztahy na Hebrejské univerzitě v Jeruzalémě a biologii na Open University of Israel. Vdala se za Dova Siona, se kterým měla dvě děti.

### Literární kariéra
Její jméno se poprvé dostalo do povědomí díky svým novinovým sloupkům, které psala pro Jedi'ot achronot, Ma'ariv, Al ha-mišmar a Davar. Celkem napsala pět románů, paměti ze šestidenní války z roku 1967 pod názvem Israel Journal: June 1967 a biografii svého otce s názvem My Father, His Daughter.

### Politická kariéra
Stala se mírovou aktivistkou a působila ve vedení neziskové organizace Mír nyní (Peace Now). Rovněž se angažovala v Bat Šalom, Mezinárodním centru pro mír a v Radě pro mír a bezpečnost. Mimo to přednášela po celém světě o míru a bezpečnosti. V Izraeli obhajovala lidská práva, práva žen a práva LGBT osob.
Ve volbách v roce 1992 byla zvolena poslankyní Knesetu za Stranu práce a působila jako předsedkyně parlamentního výboru pro status žen. V 90. letech se stala klíčovou osobou v přijetí zákona o sexuálním obtěžování. V následujících volbách v letech 1996 a 1999 byla opětovně zvolena (tentokráte na kandidátní listině aliance Jeden Izrael, která sdružovala Stranu práce, Mejmad a Gešer) a v roce 1999 se podruhé stala předsedkyní parlamentního výboru pro status žen. O poslanecký mandát přišla ve volbách v roce 2003, načež opustila Stranu práce a společně s Josi Bejlinem vstoupila do strany Merec. Stranu vedla do komunálních voleb v Tel Avivu v roce 2004, ve kterých získala 5 ze 31 mandátů. Merec se pak stal součástí koalice vedené Ronem Chuldajem. Na telavivské radnici působila jako místostarostka pro sociální záležitosti.

## Dílo
Fikce
- New Face In The Mirror - 1959
- Envy The Frightened - 1961
- Dust - 1963
- Death Had Two Sons - 1967
- Three Weeks In The Fall - 1979

Literatura faktu

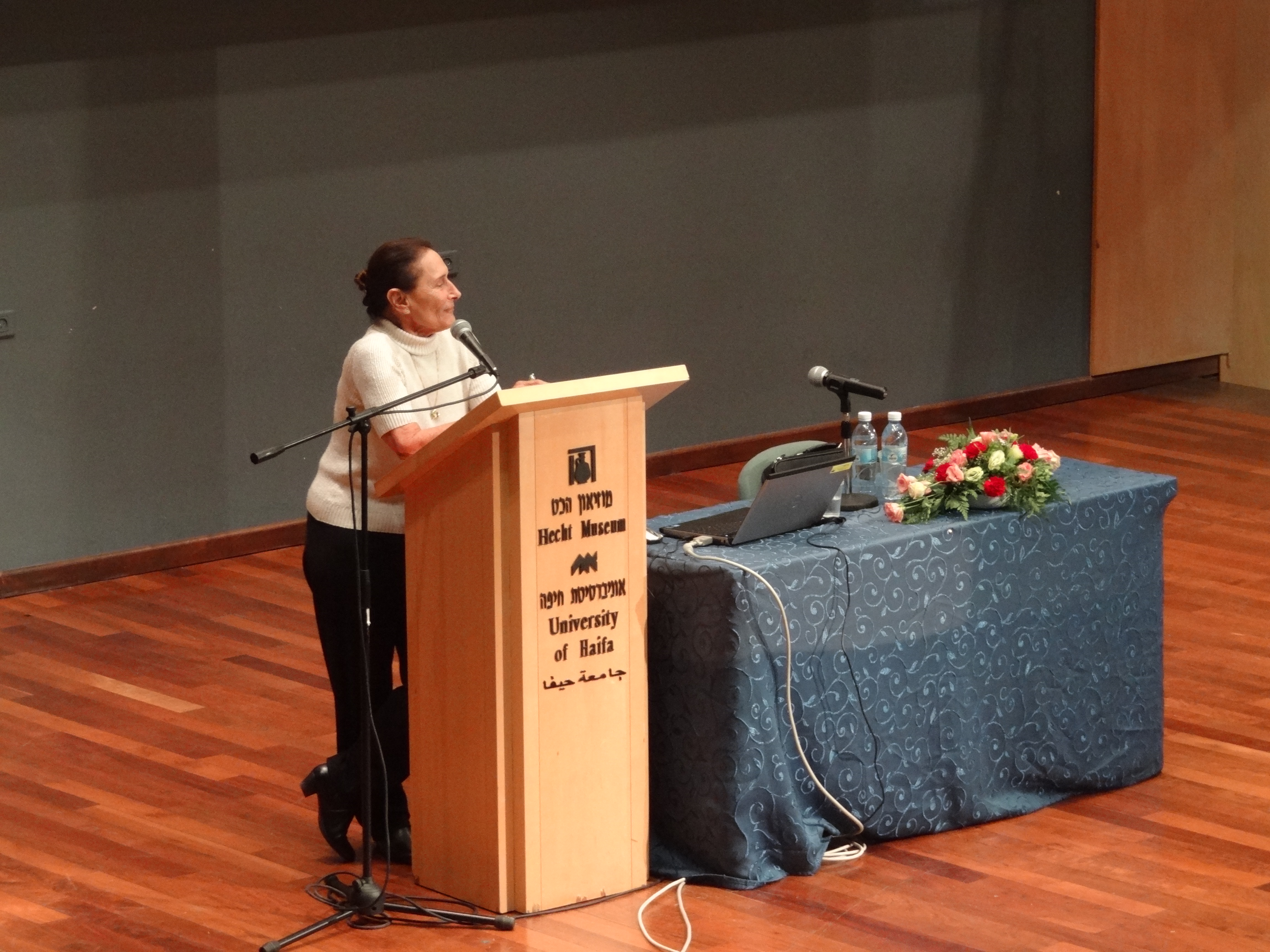
Yael Dayan gives a lecture at University of Haifa on November 12, 2014 in the program Women's Studies and Gender

- The Promised Land: Memoirs of Shmuel Dayan (editorka) - 1961
- Israel Journal: June 1967 (též známá jako A Soldier's Diary) - 1967
- My Father, His Daughter - 1985